# キクムグラ
キクムグラ（菊葎、学名：Galium kikumugura）は、アカネ科アカネ亜科ヤエムグラ属の多年草。

## 特徴
茎は下部は横に広がって地面を這い、斜上し、長さは20-40cmになる。茎は細く、4稜があり、無毛である。葉は4個が輪生し、各輪が隔たって茎につく。まれに5個つくことがある。葉身は長さ6-15mm、幅3-8mm、楕円形または狭倒卵形で、先は円頭凸端、基部はくさび形になり、縁および表面の縁ちかくにのみ上向きの剛毛が生える。輪生する葉は、対生する本来の2個の葉と、残りの2個の、葉と同形の托葉となる。
花期は5-6月。枝先と葉腋から花序をだし、1-3個の白色の花をつける。花柄は細く、長さ5mmになるものから無柄のものまであり、その基部には披針形の1個の目立つ苞葉がある。萼片は鐘形になり、鉤状の短毛が密生する。花冠は杯形で、径1mm、先は4深裂する。雄蕊は4個あり、子房は2室に分かれ、各室に1個の胚珠がある。果実は2個の分果からなり、各分果に1個の種子がある。分果は楕円形で、表面は鉤状の短毛が密生する。

## 分布と生育環境
日本固有種。北海道、本州、四国、九州に分布し、山地の林縁などに生育する。

## 名前の由来
和名キクムグラは「菊葎」の意。この名は古くからあるといわれ、葉のようすを見立てたものという。ムグラ（葎）は、草むら、藪の意味がある。
種小名（種形容語）kikumugura は、「キクムグラ」のこと。大井次三郎 (1937) による命名で、本種の学名 G. brachypodion Maxim. (1874) は、別種の学名 G. brachypodum Jord. (1846) と重複するので改名する必要があるとされた。
なお、The Plant List や Tropicos では、学名の綴りが Galium kikumuyura、"gura" ではなく、"yura" とされている。

## ギャラリー

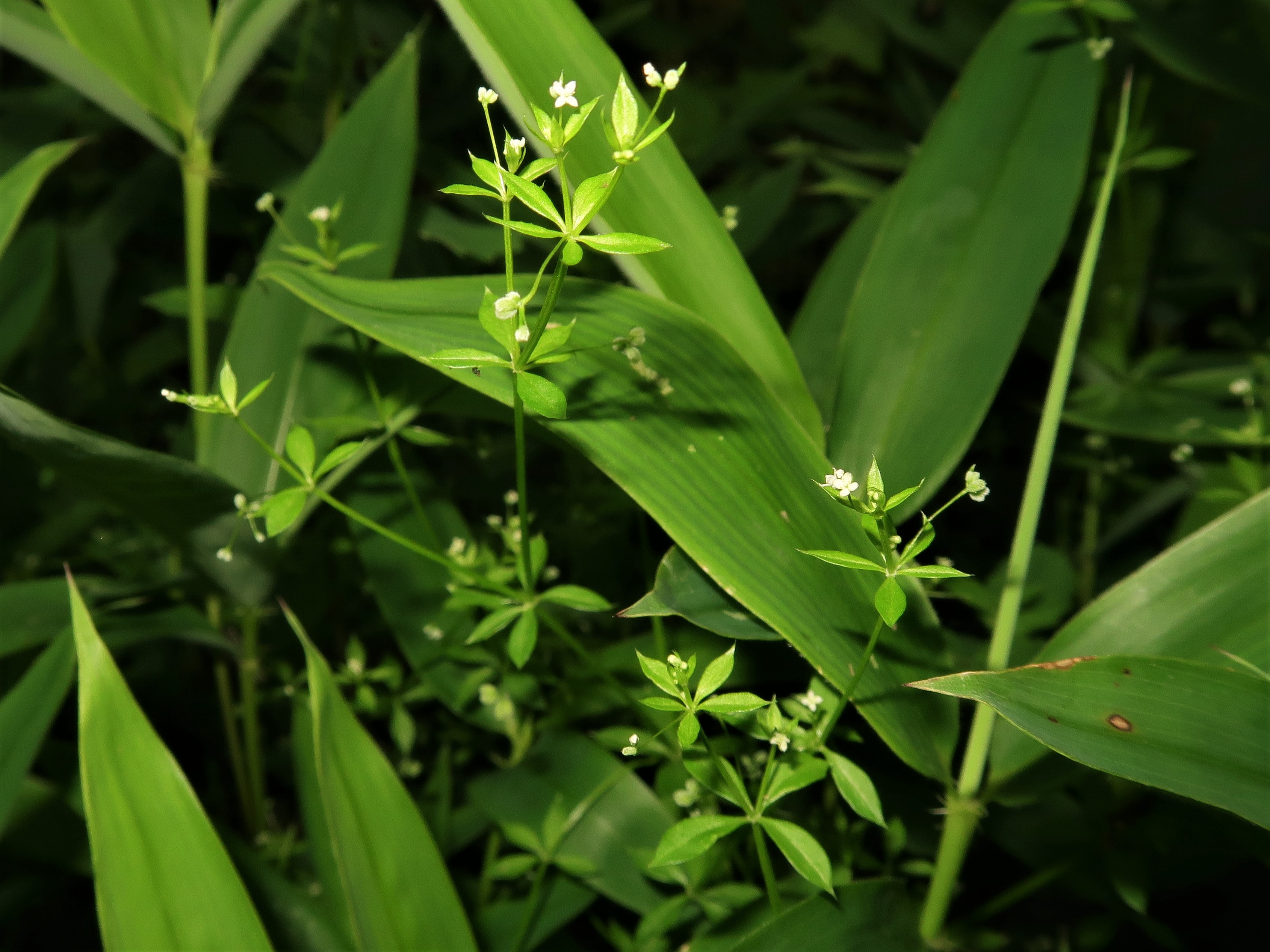
花冠は杯形で、径1mmと小さく、先は4深裂する。
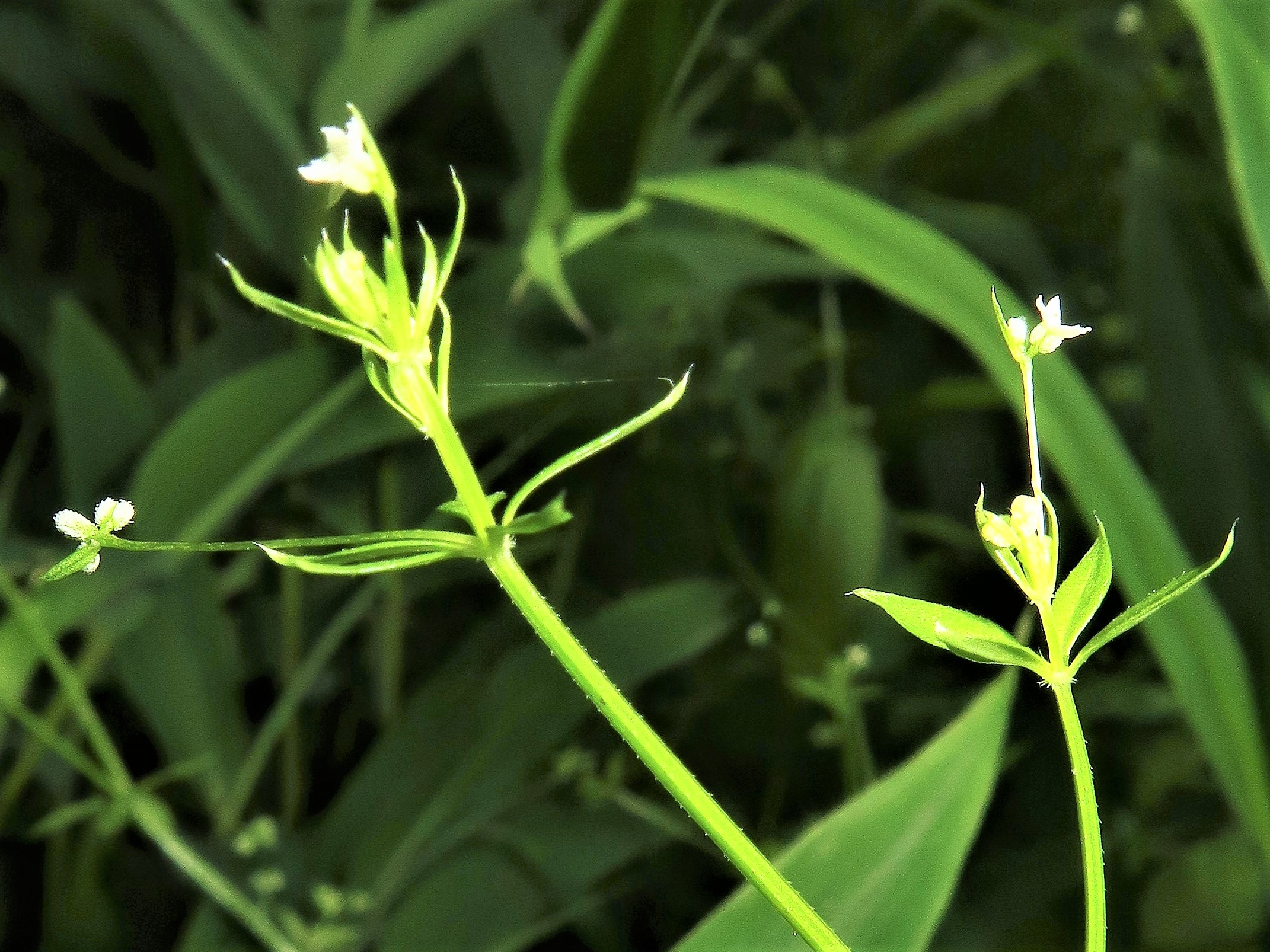
花柄の基部には披針形の1個の目立つ苞葉がある。
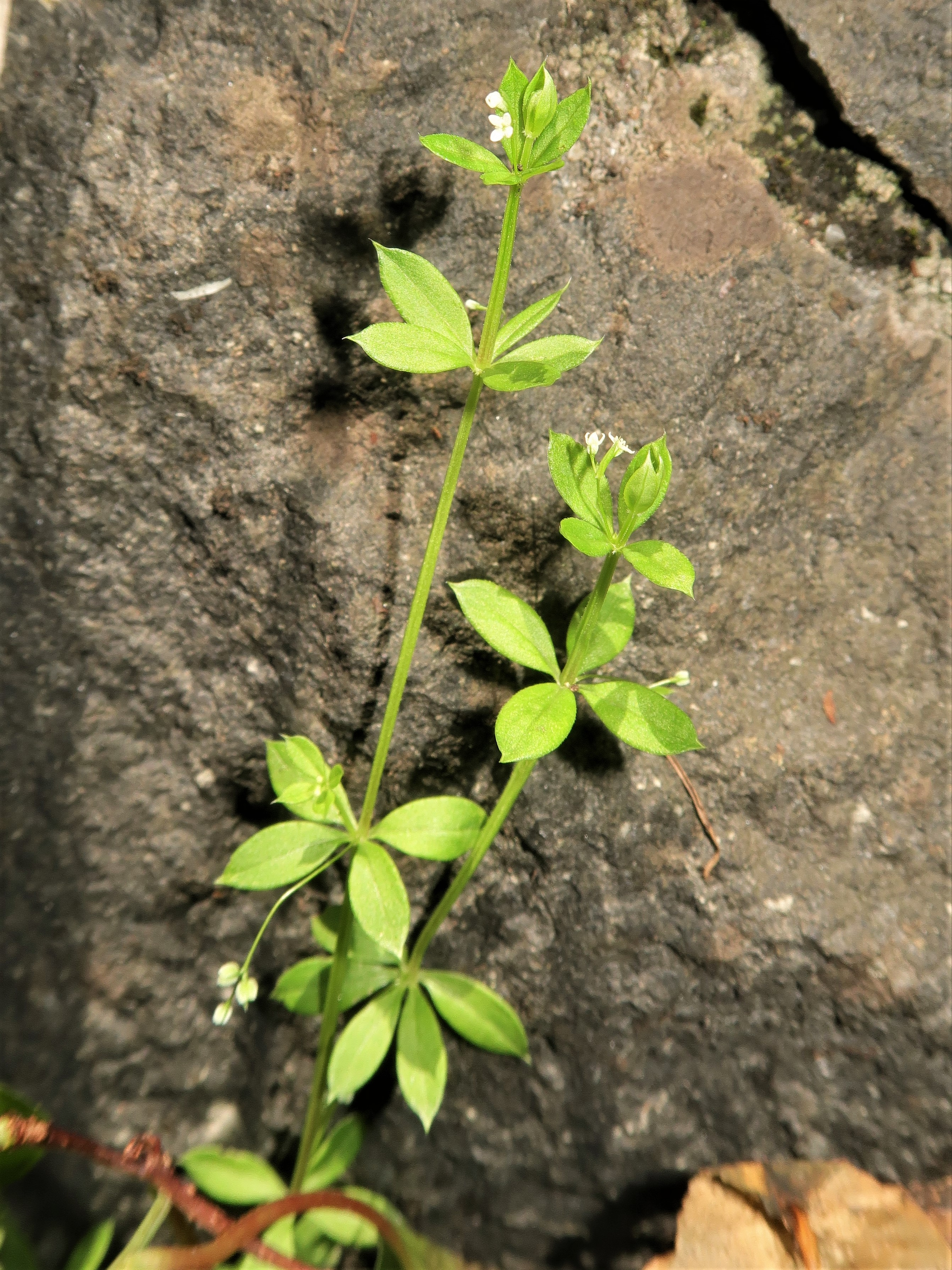
和名の「キクムグラ」は葉のようすを見立てたもの。